# 洛斯奧利沃斯 (加利福尼亞州)
洛斯奧利沃斯（英語：Los Olivos）是位於美國加利福尼亞州聖巴巴拉縣的一個人口普查指定地區。

## 地理
洛斯奧利沃斯的座標為34°39′50″N 120°07′03″W / 34.66389°N 120.11750°W，而該地最高點為海拔高度246米（即807英尺）。

## 人口
根據2010年美國人口普查的數據，洛斯奧利沃斯的面積為6.369平方千米，當中陸地面積為6.368平方千米，而水域面積為0.001平方千米。當地共有人口1132人，而人口密度為每平方千米177人。